# ゴールデンタイム (和田アキ子の曲)
「ゴールデンタイム」は、2007年6月27日に発売された和田アキ子の81枚目のシングル。

## 概要
- 和田自身のオリジナル楽曲としては、既存曲のアレンジシングルやユニットシングルを除くと、2004年にリリースした「愚かな女たち」以来3年ぶりの新曲となる。

- 作詞はコピーライターの山本高史、作曲は、和田の代表曲の一つ「古い日記」など、和田の楽曲を数多く手掛けてきた馬飼野康二が、それぞれ担当した。馬飼野が和田の楽曲を手掛けるのは、「続・だってしょうがないじゃない」以来、実に19年ぶりとなる。

- 本楽曲はサントリー「MDゴールデンドライ」のCMソングとして使用された[1]。

## 収録曲
1. ゴールデンタイム [4:04]
作詞：山本高史／作曲・編曲：馬飼野康二
2. ゴールデンタイム（カラオケバージョン＋ハッ） [4:06]
3. 生きる（林有三&サロン'68 アーリーサマーRemix） [5:07]
作詞・作曲：小西康陽／編曲：林有三&サロン'68